# Squalidus
Squalidus is een geslacht van straalvinnige vissen uit de familie van karpers (Cyprinidae).

## Soorten
- Squalidus argentatus (Sauvage & Dabry de Thiersant, 1874)
- Squalidus atromaculatus (Nichols & Pope, 1927)
- Squalidus banarescui Chen & Chang, 2007
- Squalidus homozonus (Günther, 1868)
- Squalidus iijimae (Oshima, 1919)
- Squalidus intermedius (Nichols, 1929)
- Squalidus minor (Harada, 1943)
- Squalidus mantschuricus (Mori, 1927)
- Squalidus multimaculatus Hosoya & Jeon, 1984
- Squalidus nitens (Günther, 1873)
- Squalidus wolterstorffi (Regan, 1908)